# エヴァ・イボットソン
エヴァ・イボットソン（Eva Ibbotson、1925年1月21日 – 2010年10月20日）は、イギリス人小説家である。
1925年、オーストリア・ウィーンに、ユダヤ人の生理学者ベルトルト・ヴィースナー（Berthold P. Wiesner）、ユダヤ人の作家アンナ・グマイナー（Anna Gmeyner）の娘としてエーファ・ヴィースナー Eva Maria Charlotte Michelle Wiesner の名で生まれる。
1933年、ナチス・ドイツの迫害から逃れ、父親と共にイギリスへ移り住んだ。
ケンブリッジ大学、ダラム大学で学んだ。
2001年、2004年にスマーティーズ賞を受賞した。

## 受賞歴
- スマーティーズ賞
  - 金賞　2001年（Journey to the River Sea（『夢の彼方への旅』）に対して）
  - 銀賞　2004年（The Star of Kazanに対して）

## 主な作品

### 児童向け小説
- en:The Great Ghost Rescue(『リックとさまよえる幽霊たち』) (1975)
- en:Which Witch?（『黒魔女コンテスト』） (1979)
- The Worm & the Toffee Nosed Princess (1983)
- en:The Haunting of Hiram C. Hopgood (1987)
- Not Just a Witch (1989)
- en:The Secret of Platform 13（『ガンプ ― 魔法の島への扉』） (1994)
- en:Dial-a-Ghost（『幽霊派遣会社』） (1996)
- en:Monster Mission (1999)
- en:Island of the Aunts(Monster Mission) (2000)
- en:Journey to the River Sea（『夢の彼方への旅』） (2001)
- The Haunting of Granite Falls(The Haunting of Hiram C. Hopgood) (2004)
- en:The Star of Kazan (2004)
- The Beasts of Clawstone Castle (2005)
- The Haunting of Hiram（『アレックスとゆうれいたち』） (2008)
- The Dragonfly Pool (2008)
- The Ogre of Oglefort (2010)
- One Dog and his Boy(『おいでフレック、ぼくのところに』) (2011)

### その他の小説
- en:A Countess Below Stairs(en:The Secret Countess) (1981)
- Magic Flutes(The Reluctant Heiress) (1982)
- en:A Company of Swans (1985)
- Madensky Square (1988)
- A Glove Shop in Vienna and other Stories (1992)
- en:The Morning Gift (1993)
- en:A Song for Summer (1997)

## 日本語訳された作品
- 『アレックスとゆうれいたち』（野沢佳織訳、徳間書店） 1999年
- 『ガンプ - 魔法の島への扉』（さんべりつこ訳、偕成社） 2004年
- 『幽霊派遣会社』（さんべりつこ訳、偕成社） 2006年
- 『夢の彼方への旅』（さんべりつこ訳、偕成社） 2008年
- 『黒魔女コンテスト』（さんべりつこ訳、偕成社） 2009年